# Vipera walser
Vipera walser, im Deutschen gelegentlich als Piemont-Viper bezeichnet, ist eine Schlangenart aus der Gattung der Echten Ottern (Vipera) in der Familie der Vipern (Viperidae). Sie wurde nördlich von Biella (Piemont, Italien) entdeckt und kommt nur disjunkt verbreitet in zwei Gebieten auf einer Fläche von weniger als 500 Quadratkilometern auf waldfreien, regenreichen und mit Felsen durchzogenen Hängen vor.
Der Artzusatz walser bezieht sich nach den Erstbeschreibern auf die Walser, mit denen die Art nach ihren Worten „ein außergewöhnlich schönes und wildes Gebiet der südwestlichen Alpen teilt“.

## Beschreibung
Generell ist Vipera walser den Arten der Untergattung pelias ähnlich. Sie kann mit der ebenfalls in den Alpen vorkommenden Kreuzotter (Vipera berus) verwechselt werden, die allopatrisch zu Vipera walser in den Alpen vorkommt, unterscheidet sich jedoch allgemein durch die größere Anzahl der jeweiligen Kopfschilde, der Anzahl der an der Kopfspitze liegenden Schilder und seltener durch eine Fragmentierung der Stirnschilde in kleinere Schuppen. Mit der Kreuzotter und der Aspisviper (Vipera aspis) ist die Art jedoch nicht eng verwandt, die nächstverwandten Arten von Vipera walser leben im Kaukasus.
Der Holotypus, ein adultes Weibchen mit einer Kopf-Rumpf-Länge von 51,5 und einer Schwanzlänge von 5,5 cm, ist dorsal braun gefärbt mit einem durchgehend, dunkler braunem Zickzackstreifen der jedoch oft in einzelne Bänder wie bei der Aspisviper oder der Kreuzotter Unterart Vipera  berus  bosniensis aufgelöst ist. Der Kopf ist rotbraun mit vereinzelten, schwach dunkleren Zeichnungen und einer deutlichen, umgekehrten V-förmigen Ornamentierung kurz vor dem Hals. Die Lippenschuppen sind blasser mit schwarzen Flecken an den Rändern. Auf beiden Seiten des Kopfes, zwischen den Postokularschilden und dem Hals, befindet sich ein breites, schwarzes Band. Die Ventralschilde sind schwarz mit vereinzelten weißen Flecken am unteren Rand der Schuppen und an beiden Rändern zur ersten Reihe der Rückenschuppen hin.

## Gefährdung
Die Art ist in naher Zukunft durch Habitatveränderungen (verringerte Sömmerung von Vieh führt zu mehr Bewaldung) bedroht, wie auch durch Totschlagen und Sammeln. Nach den Erstbeschreibern sollte die Art aufgrund ihres geringen und fragmentierten Verbreitungsgebiets und des sich daraus ergebenden Populationsrückgangs als global als stark gefährdet (Endangered) eingestuft werden. Gemessen an den Kriterien der IUCN scheint Vipera walser zu den am stärksten bedrohten Vipern der Welt zu gehören.